# 1234
1234 (MCCXXXIV) je bilo navadno leto, ki se je po julijanskem koledarju začelo na nedeljo.

## Dogodki

### Mongolske osvojitve
- Združene vojaške sile Mongolov in cesarstva Song vodijo obleganje mesta Caizhou, kakor so se zatekli zadnji ostanki vojske cesarstva Jin skupaj s cesarjem Aizongom. ↓
- 9. februar → Mongoli vdro v oblegano mesto. Pred zadnjim izpadom podeli cesar Aizong cesarska pooblastila svojemu sorodniku, ki mu kasneje zgodovina podeli ime cesar Modi (Zadnji cesar). Ker ubeg iz množičnega klanja ni mogoč, cesar Aizong stori samomor. Po kronanju, ki se zgodi še isti dan, vdro Mongoli še v cesarsko palačo, kjer ubijejo enodnevnega cesarja Modija.↓
- → Konec dinastije Jin (1115-1234).
- Cesarstvo Song prelomi z zavezništvom z Mongoli. Cesarstvo Song brez privolitve Mongolov zasede provinco Henan z zgodovinskimi mesti Kaifeng, Luoyang in Chang'an. Vrhovni kan Ögedej napove cesarstvu Song vojno, a ker vojski primanjkuje hrane, se je prisiljen umakniti na sever. 1236 ↔

### Papež Gregor IX.
- 3. avgust - Papež Gregor IX. izda bulo Pietati proximum, v kateri Križnikom prizna neposredno vazalno podrejenosti in lastništvo regije Chełmno (nem. Kulmerland).
- 17. oktober - Papež Gregor IX. razglasi križarsko vojno proti neodvisni Bosanski cerkvi. Za glavnega inkvizitorja pooblasti nemškega dominikanca Johannesa Wildeshausena.

- - Ogrski kralj Andrej II. zamenja bosanskega bana Mateja Ninoslava zaradi vez njegovih sorodnikov s krivoversko Bosansko cerkvijo in podeli naziv sinu ogrskega kralja, vojvodi Slavonije in galicijskemu kralju Kolomanu. 1235 ↔
- Križarska vojna proti Stedtingenu, avtonomni močvirnati regiji severno od Bremna. Križarji to leto napadejo še zahodno polovico stedingenskih nasledbin in Stedtingerje, ki se krčevito branijo, iztrebijo. Preživeli, ki ubežijo pokolu, se razselijo po Nemčiji.
- Papež Gregor IX. izobči na pobudo rimsko-nemškega cesarja Friderika II. njegovega sina in nemškega kralja Henrika, ker ni zaščitil umorjenega nemškega inkvizitorja Konrada iz Marburga. Friderik II. potrebuje papeževo zavezništvo v načrtovani vojni z Lombardsko ligo, avtonomno konfederacijo severnoitalijanskih mest. Henrik se upre in sklene zavezništvo z Lombardsko ligo. 1235 ↔
- Istega leta izobči še voditelja proticesarske stranke v Jeruzalemski kraljevini Ivana Ibelinskega.
- Katalonski dominikanski menih Rajmond Penyafort (et al.) zaključi projekt zbiranja starih ohranjenih papeških dekretov od začetkov delovanja Cerkve, ki jih potem papež Gregor IX. zbrane ter sistematizirane izda v kompilaciji Nova Compilatio decretalium. S kasnejšimi dodatki je ta dokument temelj cerkvenega prava.
- V Toulousu in Carcassonneju papeška inkvizicija zamenja lokalno škofovsko.
- Kanonizacija Svetega Dominika.

### Ostalo
- 4. februar - Srbija: kralja Štefana Radoslava odstavi mlajši brat Štefan Vladislav. Odstavljeni kralj pobegne v Dubrovnik. Ko mu spodleti poskus oborožene vrnitve se pomeniši in v cerkvenem varstvu vrne v Srbijo.
- 3. marec - Umrlega grofa Dreuxa Roberta III. nasledi sin Ivan I.
- 13. marec - Poroka med hčerko touluškega grofa Rajmonda VII. Ivano in mlajšim bratom francoskega kralja Alfonzom Poitierskim.
- 1. april - Bitka pri Curraghu, Irska: zmaga proangleških rojalistov nad upornim 3. grofom Pembrokom Richardom Marshalom, ki dva tedna kasneje umre zaradi ran zadanih v boju. Grofijo Pembroke in irske posesti nasledi njegov brat Gilbert Marshal. 
  - Ostareli Hubert de Burgh, 1. grof Kent, ki se je pred kraljem zatekel v varstvu k Richardu Marshalu, se s posredovanjem canterburyjskega nadškofa Edmunda Richa pomiri s kraljem Henrikom III.
- 7. april -  Umrlega kralja Navare Sanča VII. nasledi nečak grof Teobald Šampanjski. Posthumno izmerjena višina 223 centimetrov uvršča umrlega kralja med najvišje ljudi srednjega veka, drugače pa je bil znan po svoji kulturni odprtosti in bogati knjižnici.
- 7. maj - Umrlega vojvodo Meranije Otona I. nasledi sin Oton II. (oba iz hiše Andeških).

- 27. maj - Poroka med francoskim kraljem Ludvikom IX. in provansalsko grofično Margareto, ki je naslednjega dne kronana še za kraljico.
- 19. julij - Holandski grof Florjan IV. umre na viteškem turnirju. Nasledi ga mladoletni sin Vilijem II., regentstvo prevzame vdova Matilda Brabantska.
- julij-november - Uspešna vojaška kampanja francoskega kralja Ludvika IX. proti pro-angleškemu bretonskemu vojvodi Petru I.
- Angleški kralj Henrik III. odpusti ministre in prevzame neposredno oblast. 1258 ↔
- Severnonemško mesto Stralsund prevzame zakone[1] mesta Lübeck, korak v postopnem oblikovanju trgovsko-politične zveze Hansa.
- Verjeten nastanek Epstorfškega zemljevida sveta, enega največjih dokumentov srednjega veka. Delo, ki je obsegalo 30 skupaj sešitih pergamentnih kozjih kož, je bilo dimenzije 3,6 × 3,6 m. Uničeno je namreč bilo med bombandiranjem Hannovra v drugi svetovni vojni.
- Rekonkvista - Portugalski kralj Sančo II. osvoji mavrski mesti Aljustrel in Mértola. ↓
- → Muslimanski voditelj propadajočega Al Andaluza Ibn Hud v bitki premaga rivala Mohameda ibn Nasirja. 1236 ↔
- Po smrti švedskega kralja Knuta II. se vrne na oblast odstavljeni kralj Erik XI.
- Po smrti burgundskega križarja Otona de la Rocheja križarsko Atensko vojvodino nasledi nečak Gvido I. de la Roche.

## Rojstva
Neznan datum
- Abaga Kan, mongolski kan Ilkanata († 1282)
- Hesso iz Reinacha, nemški pesnik, minezenger († 1282)
- Ippen, japonski amitabha budist († 1289)
- Koloman I. Asen, bolgarski car († 1246)
- Matilda II. Bourbonska, grofica Neversa, Auxerra in Tonnerra († 1262)

## Smrti
- 11. februar - Ermengarda Beaumonška, škotska kraljica, soproga Vilijema I. (* 1170)
- 3. marec - Robert III., francoski plemič, grof Dreuxa (* 1185)
- 7. april - Sančo VII., navarski kralj (* 1170)
- 16. april - Richard Marshal, angleški plemič, 3. grof Pembroke (* 1191)
- 7. maj - Oton I. Andeški, nemški plemič, vojvoda Meranije (* 1180)
- 18. junij - cesar Čukjó, 85. japonski cesar (* 1218)
- 19. julij - Florjan IV., holandski grof (* 1210)
- 31. avgust - cesar Go-Hirakava, 86. japonski cesar (* 1212)

Neznan datum
- Knut II., švedski kralj
- Oton de la Roche, burgundski baron, križar, atenski vojvoda